# Jade Goody
Jade Cerisa Lorraine Goody (5 iunie 1981 - 22 martie 2009) a fost o prezentatoare de televiziune din Marea Britanie. A devenit cunoscută în urma unei apariții la emisiunea-concurs "Big Brother" în 2002.

## Viața și cariera
După eliminarea din Big Brother, în 2002, a fost invitată să lucreze în televiziune, unde a prezentat o serie de emisiuni. A devenit cunoscută, iar în ianuarie 2007, a participat la Celebrity Big Brother. În timpul petrecut în casă, a fost acuzată în repetate rânduri de rasism în urma confruntărilor verbale avute cu actrița de origine indiană Shilpa Sheety. După părăsirea casei Big Brother, Jade a recunoscut că s-a comportat urât cu Shilpa Shetty și și-a cerut nenumărate scuze publice.
În august 2008, a apărut în versiunea indiană a Big Brother-ului - Big Boss, însă s-a retras la scurtă vreme din concurs și s-a întors acasă, în Marea Britanie, după ce a aflat în direct, în timpul concursului, că suferă de cancer cervical.
În februarie 2009, a aflat că boala are numeroase metastaze și se află în fază terminală. Pe 22 februarie 2009 s-a căsătorit cu Jack Tweed, iubitul ei, iar fix o lună mai târziu, în dimineața zilei de 22 martie, a murit.